# Stigmella lachemillae
Stigmella lachemillae (лат.) — вид молей-малюток рода Stigmella (Nepticulinae) из семейства Nepticulidae.

## Распространение
Южная Америка: Эквадор, влажные высокогорные луга парамо, Анды (3980 м).

## Описание
Один из самых мелких представителей всего отряда бабочек. Длина передних крыльев самцов 2,2—3,0 мм, размах — 4,9—6,0 мм (самки мельче). Цвет серовато-коричневый. Жгутик усика самцов состоит из 34 члеников (у самок из 26). Гусеницы (желтовато-коричневого цвета) в январе и феврале минируют листья растений рода Lachemilla orbiculata (Rosaceae). Имаго появляются в феврале и марте.

## Этимология
Название S. lachemillae дано по роду растения-хозяина гусениц (Lachemilla).